# Чунаев, Расул Абакар оглы
Расул Абакар оглы Чунаев (азерб. Rəsul Çunayev; 7 января 1991, Ени Шариф, Белоканский район) — азербайджанский борец греко-римского стиля, член национальной сборной Азербайджана, победитель первых Европейских игр, чемпион мира 2015 года, бронзовый призёр чемпионата мира 2014, серебряный призёр чемпионатов Европы 2014-го и 2018 года, победитель Кубка мира 2015 года, победитель Летней Универсиады 2013. Бронзовый призёр Олимпийских игр 2016 года.

## Биография
Расул Чунаев родился 7 января 1991 года в селе Ени Шариф Балакенского района Азербайджана в аварской семье. Начал заниматься борьбой в возрасте 9 лет в средней сельской школе имени Узеира Гаджибекова под руководством Исмаила Чопсиева. В 2001 году Чопсиев привозит Расула в Баку, где он продолжает заниматься борьбой в Республиканском олимпийском спортивном центре. Здесь он занимается до 2006 года, параллельно выступая на турнирах кадетов, а в дальнейшем юниоров. С 2006 года — член молодежной сборной Азербайджана, а с 2008 года входит в национальную сборную страны.
В 2010 году получил звание мастера спорта. В 2010—2014 годах был студентом Азербайджанской государственной академии физической культуры и спорта. С 2011 года наставником борца также является сын Исмаила Чопсиева — Самад Чопсиев. Представляет СОЦ «Нефтчи» Баку. В 2014—2015 годах проходил службу в рядах вооруженных сил Азербайджана. 7 июля 2015 года получил звание лейтенанта государственной пограничной службы. Женат.

## Достижения

### Чемпионаты мира
| Соревнования                                | Сборная     | Весовая категория | Место  |
| ------------------------------------------- | ----------- | ----------------- | ------ |
| Чемпионат мира по борьбе среди юниоров 2010 | Азербайджан | 66 кг             | Бронза |
| Чемпионат мира по борьбе среди юниоров 2011 | Азербайджан | 66 кг             | Бронза |
| Чемпионат мира по борьбе 2014               | Азербайджан | 71 кг             | Бронза |
| Чемпионат мира по борьбе 2015               | Азербайджан | 71 кг             | Золото |

### Чемпионаты Европы
| Соревнования                                  | Сборная     | Весовая категория | Место   |
| --------------------------------------------- | ----------- | ----------------- | ------- |
| Чемпионат Европы по борьбе среди кадетов 2008 | Азербайджан | 58 кг             | Золото  |
| Чемпионат Европы по борьбе среди юниоров 2010 | Азербайджан | 66 кг             | Золото  |
| Чемпионат Европы по борьбе среди юниоров 2011 | Азербайджан | 66 кг             | Бронза  |
| Чемпионат Европы по борьбе 2014               | Азербайджан | 71 кг             | Серебро |
| Чемпионат Европы по борьбе 2018               | Азербайджан | 72 кг             | Серебро |

### Кубки мира
| Соревнования              | Сборная     | Весовая категория | Место  |
| ------------------------- | ----------- | ----------------- | ------ |
| Кубок мира по борьбе 2009 | Азербайджан | 66 кг             | Бронза |
| Кубок мира по борьбе 2013 | Азербайджан | 66 кг             | Бронза |
| Кубок мира по борьбе 2014 | Азербайджан | 71 кг             | Бронза |
| Кубок мира по борьбе 2015 | Азербайджан | 71 кг             | Золото |

### Европейские игры
| Соревнования          | Сборная     | Весовая категория | Место  |
| --------------------- | ----------- | ----------------- | ------ |
| Европейские игры 2015 | Азербайджан | 71 кг             | Золото |

### Олимпийские игры
| Соревнования                 | Сборная     | Весовая категория | Место  |
| ---------------------------- | ----------- | ----------------- | ------ |
| Летние Олимпийские игры 2016 | Азербайджан | 66 кг             | Бронза |

### Другие соревнования
| Соревнования                               | Сборная     | Весовая категория | Место   |
| ------------------------------------------ | ----------- | ----------------- | ------- |
| Турнир Кристо Лютте 2009                   | Азербайджан | 66 кг             | Бронза  |
| Всемирные университетские игры 2010        | Азербайджан | 66 кг             | Золото  |
| Международный турнир Огни Москвы 2011      | Азербайджан | 66 кг             | Серебро |
| Золотой Гран-при по борьбе 2012            | Азербайджан | 66 кг             | Бронза  |
| Международный турнир Огни Москвы 2012      | Азербайджан | 66 кг             | Серебро |
| Международный турнир имени Вехби Эмре 2013 | Азербайджан | 66 кг             | Золото  |
| Всемирные университетские игры 2013        | Азербайджан | 66 кг             | Золото  |
| Золотой Гран-при по борьбе 2013            | Азербайджан | 66 кг             | Золото  |
| Международный турнир имени Вехби Эмре 2014 | Азербайджан | 71 кг             | Золото  |
| Золотой Гран-при по борьбе 2014            | Азербайджан | 71 кг             | Серебро |

## Награды и звания
- 29 июня 2015 года, распоряжением президента Азербайджанской Республики Ильхама Алиева, за высокие достижения на I Европейских играх и большие заслуги в развитии спорта в Азербайджане Расул Чунаев был награждён орденом «Слава»[7].
- 1 сентября 2016 года награждён Почётным дипломом Президента Азербайджанской Республики за высокие достижения, завоёванные на ХХХI летних Олимпийских играх в Рио-де-Жанейро, и заслуги в развитии спорта в Азербайджане[8].